# Art Houtteman
Arthur Joseph Houtteman (Detroit, 7 agosto 1927 – Rochester Hills, 6 maggio 2003) è stato un giocatore di baseball statunitense.
Ha giocato per 12 stagioni nella Major League Baseball con i Detroit Tigers, i Cleveland Indians e i Baltimore Orioles. In 325 partite di carriera, Houtteman ha lanciato per 1.555 inning e ha registrato un record di vittorie-sconfitte di 87-91, con 78 partite complete, 14 shutouts, e una media PGL di 4.14.

## Carriera

### Inizi e Major League (MLB)
Houtteman nacque a Detroit, Michigan e frequentò la Detroit Catholic Central High School di Novi, nella vicina contea di Oakland. Terminati gli studi superiori firmò prima dell'inizio della stagione 1945 con i Detroit Tigers.
Debuttò nella MLB il 29 aprile 1945 all'età di 17 anni, al Cleveland Stadium di Cleveland, contro i Cleveland Indians. Concluse la stagione con 13 partite disputate nella MLB e 6 nella Doppia-A, inoltre partecipò alle World Series di quell'anno e ne divenne campione, insieme alla sua squadra.
Nel 1946, giocò a una sola partita di major league ed a 32 nella Tripla-A. L'anno seguente partecipò a 23 partite di major league e 5 della Tripla-A.
Nel luglio 1950 venne convocato per il suo primo All-Star Game.
Il 15 giugno 1953, i Tigers scambiarono Houtteman, assieme a Owen Friend, Joe Ginsberg e Bill Wight, con i Cleveland Indians per Al Aber, Ray Boone, Steve Gromek e Dick Weik.
Il 20 maggio 1957, venne scambiato con i Baltimore Orioles per una somma in denaro. 

### Minor League e ritiro
Il 14 aprile 1958, gli Orioles svincolarono Houttenman, che firmò il giorno stesso con i Detroit Tigers. Venne svincolato dai Tigers il 10 aprile 1959.
Giocò la restante parte della stagione 1959 con i Kansas City Athletics nella minor league, e conclusa la stagione annunciò il ritiro dal baseball.

## Palmarès

### Club
- World Series: 1

Detroit Tigers: 1945

### Individuale
- MLB All-Star: 1

1950